# Гайнц-Ебергард Мюллер
Гайнц-Ебергард Мюллер (нім. Heinz-Eberhard Müller; 14 березня 1916, Штутгарт — 3 травня 1988, Штутгарт) — німецький офіцер-підводник, капітан-лейтенант крігсмаріне.

## Біографія
3 квітня 1936 року вступив на флот. З 3 жовтня 1938 по 2 травня 1939 року пройшов курс підводника. З 3 травня 1939 року — вахтовий офіцер в 7-й флотилії підводних човнів і тимчасовий 2-й вахтовий офіцер на підводному човні U-45. В грудні 1939 року переданий в розпорядження училища підводників в Нойштадті. В жовтні 1940 року направлений на будівництво U-69. З 2 листопада 1940 року — 2-й вахтовий офіцер на U-69. З січня 1941 року — інструктор торпедного училища Фленсбурга-Мюрвіка. З квітня 1942 року — допоміжний вахтовий офіцер на U-145, потім — на U-60. В січні 1943 року пройшов підготовку в 1-му навчальному дивізіоні підводних човнів, з 1 лютого по 9 березня 1943 року — курс командира човна.
З 10 березня 1943 року — командир U-662, на якому здійснив 2 походи (разом 84 дні в морі) і потопив 2 кораблі загальною водотоннажністю 13 011 тонн і пошкодив 1 корабель водотоннажнічтю 7174 тонни.
| Дата            | Назва корабля               | Тип               | Тоннаж | Вантаж | Екіпаж | Загинули | Країна             | Конвой |
| --------------- | --------------------------- | ----------------- | ------ | --- | ------ | -------- | ------------------ | ------ |
| 29 березня 1943 | Empire Whale                | Торговий пароплав | 6,159  | 7870 тонн залізної руди                                                                                         | 57     | 47       | Британська імперія | SL-126 |
| 29 березня 1943 | Ocean Viceroy (пошкоджений) | Торговий пароплав | 7,174  | Залізна руда | 57     | 5        | Британська імперія | SL-126 |
| 29 березня 1943 | Umaria                      | Торговий пароплав | 6,852  | 7376 тонн генеральних вантажів, у тому числі 2500 тонн марганцевої руди, 1000 тонн гуми, 1000 тонн чаю та копри | 103    | 0        | Британська імперія | SL-126 |

21 липня 1943 року U-662 був потоплений в Атлантичному океані північніше гирла Амазонки (03°56′ пн. ш. 48°46′ зх. д.) глибинними бомбами американського літака-амфібії Каталіна. Під час атаки Мюллер і ще 4 члени екіпажу були викинуті за борт. Після цього U-662 був розламаний навпіл вибухом глибинної бомби і затонув разом з 42 іншими членами екіпажу. Незабаром один з викинутих за борт загинув, а Мюллер і 3 інших вцілілих залишились дрейфувати на плоті, скинутому «Каталіною». Згодом їх помітив американський бомбардувальник «Ліберейтор», після чого вцілілих підібрала колишня розкішна яхта «Сирена», яка супроводжувала конвой TJ 4. Один німець помер на борту яхти, вцілли лише Мюллер і 2 інші моряки.
Мюллер був важко поранений внаслідок атаки на U-662, тому американці визнали його непридатним для дійсної служби і після лікування в березні 1944 року репатріювали в Німеччину. З червня 1944 року і до кінця війни— помічник при головнокомандувачі підводними човнами.

## Звання
- Кандидат в офіцери (3 квітня 1936)
- Морський кадет (10 вересня 1936)
- Фенріх-цур-зее (1 травня 1937)
- Оберфенріх-цур-зее (1 липня 1938)
- Лейтенант-цур-зее (1 жовтня 1938)
- Оберлейтенант-цур-зее (1 жовтня 1940)
- Капітан-лейтенант (1 квітня 1943)

## Нагороди
- Залізний хрест
  - 2-го класу (7 лютого 1943)
  - 1-го класу (20 травня 1943)
- Нагрудний знак підводника (20 травня 1943)